# حقل عجيل
حقل عجيل هو حقل نفط وغاز عراقي في قضاء العلم في محافظة صلاح الدين، بلغ إنتاجه النفطي اليومي 28 ألف برميل في شهر حزيران سنة 2015، حين كان تنظيم الدولة الإسلامية (داعش) محتلاً جزءاً كبيراً من محافظة صلاح الدين، فكان حقل عجيل مصدر إنتاج رئيسياً للتنظيم الذي استولى على الحقل في أواخر حزيران 2014، وذُكر أن تنظيم الدولة أحرق آباراً في الحقل قبل مغادرته المنطقة أثناء معارك استرجاع المنطقة إلى الحكومة العراقية، من أجل حجب الرؤية عن الطائرات السمتية العراقية فتوقف هجومها عشرة أيام ثم استؤنف لتحرير المنطقة. وظلت بعض آبار عجيل مشتعلة عدة أشهر بسبب قربها حينئذٍ من جبهات تنظيم الدولة المتحصن في جبال حمرين. وفي 10 آذار سنة 2018 قالت وزارة النفط إنه بعد إصلاح الحقل قد بلغ الإنتاج اليومي 17 ألف برميل.